# Дэнкс, Томас
То́мас Дэнкс (англ. Thomas Danks; 30 мая 1863 — 27 апреля 1908) — английский футболист, нападающий. Играл за футбольные клубы «Ноттингем Форест», «Ноттс Каунти» и «Берзлем Порт Вейл», а также за национальную сборную Англии. 

## Биография
Родился в Шервуде (Ноттингем) в мае 1863 года в семье торговца скобяными изделиями. Играл в футбол за молодёжные команды Ноттингема. В декабре 1882 года стал игроком клуба «Ноттингем Форест» и выступал за команду до февраля 1889 года. Также играл за «Ноттс Каунти» в 1884 году и за «Берзлем Порт Вейл» с сентября 1888 года.
21 марта 1885 года провёл свой единственный матч за национальную сборную Англии: это была игра Домашнего чемпионата против сборной Шотландии на «Сарри Крикет Граунд» в Кеннингтон, который завершился вничью со счётом 1:1.
Помимо футбола увлекался греблей, участвовал в основании Ноттингемского лодочного клуба (англ. Nottingham Boat Club). Занимался семейным бизнесом — торговлей скобяными изделиями в компании Danks and Nixon (впоследствии — Thomas Danks, Limited). Также был членом масонской ложи Де Вере (англ. De Vere Lodge of Freemasons).
Умер в Ноттингеме в апреле 1908 года после продолжительной болезни.